# Tigillum Sororium
Tigillum Sororium (”Systrabjälken” eller ”Systrarnas bjälke”) var en port i trä i antikens Rom. Den var belägen på Oppius sydvästra sluttning, nära Velia. 
Enligt legenden är Tigillum Sororium knuten till en händelse i Roms historia. På 600-talet f.Kr. låg Rom i strid med Alba Longa. Det bestämdes att de båda städerna skulle sända tre män var till en sammandrabbning. Horatierna från Rom ställdes upp mot curiatierna från Alba Longa. Rom segrade i bataljen, men endast en av horatierna, Publius, överlevde. När denne återkom från striden fick hans syster Camilla, som var förlovad med en av de fallna curiatierna, se den kappa hon själv vävt åt sin fästman, nedsölad med blod. Hon brast då ut i gråt och sörjde högljutt. Publius proklamerade då att ingen romersk kvinna ska sörja en stupad fiende och dödade henne. Publius dömdes till döden för sitt dåd, men benådades senare på tillskyndan av sin far. Fadern avkrävdes emellertid att offra för att sona sin sons brott. Publius dömdes till att gå under Tigillum Sororium för att på ett symboliskt vis sona sin illgärning.
I närheten av Tigillum Sororium fanns två altaren, invigda åt Juno Sororia och Janus Curiatius.